# 12189 Dovgyj
12189 Dovgyj este un asteroid din centura principală de asteroizi.

## Descriere
12189 Dovgyj este un asteroid din centura principală de asteroizi. A fost descoperit pe 5 septembrie 1978 la Observatorul de Astrofizică din Crimeea de Nikolai Cernîh. Asteroidul prezintă o orbită caracterizată de o semiaxă mare de 2,29 ua, o excentricitate de 0,15 și o înclinație de 5,7° în raport cu ecliptica.